# Ellen Verbeek
Ellen Verbeek (* 13. August 1958 in Enschede) ist eine niederländische Journalistin und war von 1994 bis 2005 Chefredakteurin des Cosmopolitan in Russland.

## Leben
Nachdem Verbeek 1976 ein Gymnasium der Niederlande absolviert hatte, begann sie mit dem Studium an der Universität von Amsterdam. Von 1980 bis 1983 arbeitete Verbeek als Copywriter für Ogilvy & Mather. Von 1983 bis 1985 war sie als Journalistin beim niederländischen Magazin Nieuwe Revu tätig. 1989 übersiedelte sie mit ihrem Ehemann Derk Sauer nach Moskau. 2004 wurde Ellen Verbeek Creative Director der Sanoma Independent Media. Heute (2016) ist sie Chefredakteurin der russischen Ausgabe des Magazins Yoga Journal.

## Schriften
- Dido Michielsen: Moscow Times. Het Russische avontuur van Derk Sauer en Ellen Verbeek. Amsterdam, Uitgeverij Nieuw Amsterdam, 2013. ISBN 9789046814727
- Derk Sauer & Ellen Verbeek: Tussen Russen. Berichten uit het dagelijks leven te Moskou. Weert, M&P Document, 1992. ISBN 90-6590-585-5